# Campionats d'Europa de ciclisme en pista
Els Campionats d'Europa de ciclisme en pista són els campionats continentals d'Europa de ciclisme en pista. Consten de diferents proves tant en categoria masculina com femenina. La Unió Europea de Ciclisme és l'encarregada de la seva organització.
Algunes proves es porten disputant des de finals de segle xix. El 2010, la competició es va reagrupar en categoria professional i competint en les mateixes proves que als Jocs Olímpics.

## Les proves

### Campionats d'Europa masculins
- Velocitat individual, des de 1894
- Mig fons darrere moto, des de 1896
- Madison, des de 1949
- Òmnium, des de 1956
- Derny, des de 1961
- Keirin, des de 2010
- Persecució per equips, des de 2010
- Velocitat per equips, des de 2010
- Cursa per punts, des de 2011
- Quilòmetre contrarellotge, des de 2014
- Persecució individual, des de 2014
- Scratch, des de 2014
- Cursa per eliminació, des de 2015

### Campionats d'Europa femenins
- Òmnium, des de 1997
- Keirin, des de 2010
- Velocitat individual, des de 2010
- Velocitat per equips, des de 2010
- Persecució per equips, des de 2010
- Cursa per punts, des de 2011
- 500 metres, des de 2014
- Persecució individual, des de 2014
- Scratch, des de 2014
- Cursa per eliminació, des de 2015
- Madison, des de 2016

## Edicions
| Any  | País          | Seu                       | Velòdrom                               |
| ---- | ------------- | ------------------------- | -------------------------------------- |
| 2010 | Polònia       | Pruszków                  | BGŻ Arena                              |
| 2011 | Països Baixos | Apeldoorn                 | Omnisport Apeldoorn                    |
| 2012 | Lituània      | Panevėžys                 | Cido Arena                             |
| 2013 | Països Baixos | Apeldoorn                 | Omnisport Apeldoorn                    |
| 2014 | França        | Baie-Mahault              | Vélodrome Amédée Détraux               |
| 2015 | Suïssa        | Grenchen                  | Vélodrome suisse                       |
| 2016 | França        | Saint-Quentin-en-Yvelines | Vélodrome de Saint-Quentin-en-Yvelines |
| 2017 | Alemanya      | Berlín                    | Velòdrom de Berlín                     |
| 2018 | Regne Unit    | Glasgow                   | Emirates Arena                         |